# Burt Reynolds

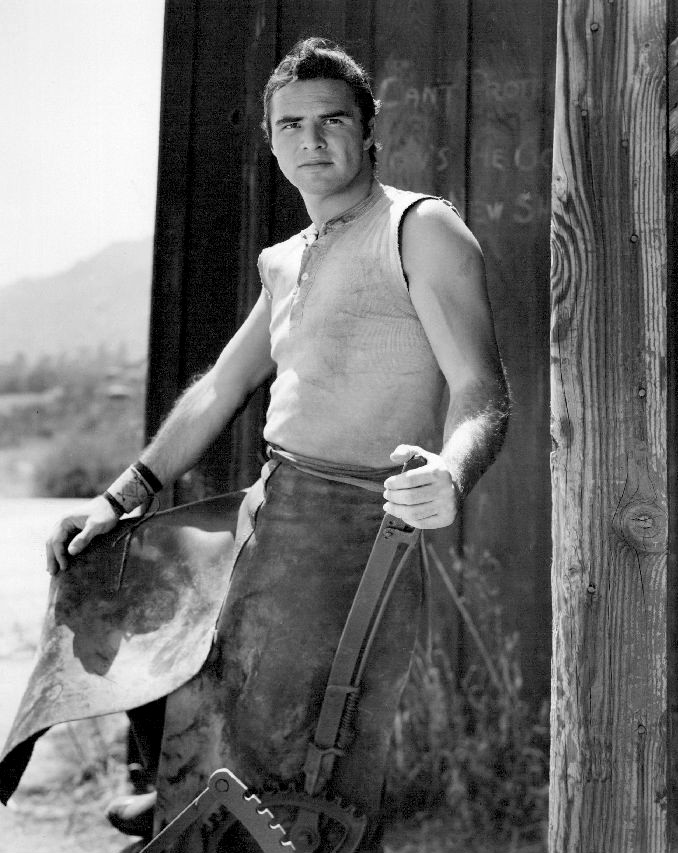
Burt Reynolds in Gunsmoke, 1962.

Burton Leon (Burt) Reynolds (Lansing, 11 februari 1936 – Jupiter, 6 september 2018) was een Amerikaans filmacteur. 

## Biografie
In zijn jeugd was Reynolds een American football-talent. Na een zware blessure stapte hij over op schooltoneel en in 1956 won hij de Florida State Drama Award. Vervolgens won hij een beurs voor een vervolgopleiding en verhuisde naar New York waar hij zijn eerste rollen speelde. Zijn eerste televisie-optreden was in de serie Riverboat in het midden van de jaren vijftig en van 1962 tot 1965 speelde hij Quint Aspen in de serie Gunsmoke.
In 1961 maakte hij zijn speelfilmdebuut. Zijn rol in Deliverance in 1972 maakte hem tot een ster. Ook een naaktfoto in dat jaar in Cosmopolitan droeg in hoge mate bij aan zijn snel stijgende populariteit. In de jaren zeventig kende hij veel successen, vooral als 'Bandit' in de film Smokey and the Bandit uit 1977. In de jaren tachtig kreeg hij vooral rollen die voortbouwden op zijn rol als 'Bandit', maar minder succesvol waren. Rollen in televisieseries en speelfilms leverden hem in 1992 een Emmy Award op (voor Evening Shade) en in 1998 een Oscarnominatie voor beste mannelijke bijrol (voor Boogie Nights, waarvoor hij toen wel een Golden Globe won). Ook kreeg hij in die periode een ster op de Hollywood Walk of Fame. Reynolds heeft zelf enkele films geregisseerd en geproduceerd.
Reynolds werd vooral beroemd door zijn vele rollen met een macho-uitstraling, maar hij was in staat dat imago te relativeren, bijvoorbeeld in Boogie Nights (1997). In The Hollywood Sign uit 2001 speelde hij met zelfspot een uitgerangeerde acteur die nostalgisch terugkijkt op zijn vroegere prestaties.
Hij was van 1963 tot 1965 getrouwd met actrice Judy Carne en van 1988 tot 1993 met actrice Loni Anderson. In 1994 werd zijn autobiografie gepubliceerd en in 2005 kwam er een vervolg op.
Reynolds overleed op 6 september 2018 op 82-jarige leeftijd aan een hartaanval.

## Filmografie
- Bibsys: 90863751
- Biblioteca Nacional de España: XX1287730
- Bibliothèque nationale de France: cb13898955h (data)
- CiNii: DA16786324
- Gemeinsame Normdatei: 11925168X
- International Standard Name Identifier: 0000 0001 1030 3468
- Library of Congress Control Number: n79134867
- MusicBrainz: 8bc1e091-b42a-4a7a-9ffb-d638fe52e2b0
- National Archives and Records Administration: 10580414
- Nationale Bibliotheek van Tsjechië: ola2008434475
- Nationale bibliotheek van Australië: 35829072
- Nationale Bibliotheek van Israël: 987007325280305171
- Nationale Bibliotheek van Polen: a0000001284413
- Nederlandse Thesaurus van Auteursnamen: 070427100
- LIBRIS: 382923
- SNAC: w6vt2fg8
- Système universitaire de documentation: 061287458
- Trove: 1106448
- Virtual International Authority File: 85052594
- WorldCat: E39PBJgMxb7YFDV7pBWQYhpVmd